# Vetrna elektrarna
Vetrna elektrarna je skupek vetrnih turbin, najpogosteje istega tipa, ki se uporabljajo za proizvodnjo električne energije. Vetrne elektrarne so sestavljene iz manjšega ali večjega števila turbin, ki pretvorijo energijo vetra najprej v kinetično energijo, za tem pa s pomočjo generatorjev v električno energijo. Postavljene so lahko na kopnem ali na morju iz z električnim omrežjem povezane z daljnovodi in transformatorskimi postajami.
Veliko največjih delujočih kopenskih vetrnih elektrarn je postavljenih na Kitajskem, v Indiji in Združenih državah Amerike. Na primer, največja vetrna elektrarna na svetu, vetrna elektrarna Gansu na Kitajskem, je imela leta 2012 zmogljivost več kot 6.000 MW, do leta 2020 pa naj bi dosegla 20.000 MW. Od decembra 2020 je vetrna elektrarna Hornsea v Združenem kraljestvu z močjo 1218 MW največja vetrna elektrarna na morju na svetu.
Vetrne elektrarne so del t. i. trajnostne energije oziroma okolju prijazne energije, saj izkorišča naravno energijo vetra, pri tem pa se ne sproščajo naravi nevarne snovi. Ker ne potrebujejo goriva, imajo manjši vpliv na okolje kot številne druge oblike proizvodnje električne energije. Vendar pa so vetrne elektrarne deležne kritik zaradi svojega vizualnega vpliva in vpliva na pokrajino. Običajno se morajo razprostirati na večjem območju kot druge elektrarne in jih je treba graditi na divjih in podeželskih območjih, kar lahko povzroči industrializacijo podeželja, izgubo habitatov in upad turizma. Nekateri kritiki trdijo, da imajo vetrne elektrarne škodljive učinke na zdravje, vendar večina raziskovalcev meni, da so te trditve psevdoznanost (glej sindrom vetrnih elektrarn ). Vetrne elektrarne lahko motijo radarje, čeprav so po podatkih ameriškega ministrstva za energijo v večini primerov »omogočile učinkovito sobivanje vetrnih projektov z radarji.«

## Lokacija in načrtovanje vetrnih elektrarn
Lokacija je ključnega pomena za uspeh vetrne elektrarne. Pogoji, ki prispevajo k uspešni lokaciji vetrne elektrarne, so: vetrovni pogoji, dostop do električnega omrežja, fizični dostop in lokalne cene električne energije.
Večja kot je povprečna hitrost vetra, več električne energije bo proizvedla vetrna turbina, zato so hitrejši vetrovi na splošno ugodnejši za razvoj vetrnih elektrarn. Močni sunki in velika turbulenca zahtevajo močnejše in dražje turbine, sicer obstaja nevarnost, da se poškodujejo. Vendar pa povprečna moč vetra ni sorazmerna s povprečno hitrostjo vetra, zato so najbolj idealni stalni, močni vetrovi z nizko turbolenco, ki prihajajo iz ene smeri. Gorski prelazi so v teh razmerah idealna lokacija za vetrne elektrarne, saj usmerjajo veter, ki ga blokirajo gore skozi predoru podoben prehod proti območjem z nižjim pritiskom in ravnejšim površjem. Običajno se lokacije izberejo na podlagi atlasa vetra in potrdijo z meritvami vetra na kraju samem z dolgoročnimi ali stalnimi podatki iz meteoroloških stolpov z anemometri in vetrnicami. Lokalni vetrovi se pogosto spremljajo eno leto ali več, nakar se izdelajo podrobni zemljevidi vetra skupaj s strogimi študijami zmogljivosti omrežja, preden se namestijo kakršni koli vetrni generatorji. 
Pomemben dejavnik pri načrtovanju vetrnih elektrarn je tudi razmik med turbinami, in sicer tako prečno kot osno (glede na prevladujoče vetrove). Bolj ko so turbine skupaj, bolj turbine, ki stojijo proti vetru, blokirajo veter od svojih sosedov zadaj. Vendar pa oddaljenost turbin povečuje stroške za izgradnjo cest in postavitev električnega omrežja ter povečuje količino zemljišč, ki so potrebna za postavitev določene zmogljivosti turbin. Zaradi teh dejavnikov se razdalje med turbinami razlikujejo glede na lokacijo.
Vetrne turbine na morju so manj opazne kot turbine na kopnem, saj se njihova navidezna velikost in glasnost zmanjšata zaradi oddaljenosti. Ker ima voda manjšo hrapavost površine kot kopno (zlasti globlje vode), je povprečna hitrost vetra na odprti vodi običajno precej višja. Faktorji zmogljivosti (stopnje izkoriščenosti) so precej višji kot pri lokacijah na kopnem.

## Kritike vetrnih elektrarn

### Vpliv na okolje in pokrajino
V primerjavi z elektrarnami na fosilna goriva je vpliv vetrnih elektrarn na okolje manjši. V nasprotju z viri energije na fosilna goriva, vetrna energija ne porabi goriva in ne onesnažuje zraka. Energija, ki se porabi za proizvodnjo in prevoz materialov, uporabljenih za gradnjo vetrne elektrarne, je enaka novi energiji, ki jo elektrarna proizvede v nekaj mesecih.
Vetrne elektrarne na kopnem imajo lahko velik vizualni učinek in vpliv na krajino. Njihovo omrežje turbin, cest, daljnovodov in transformatorskih postaj lahko povzroči "energetsko razraščanje". Običajno jih je treba postaviti na večjem območju kot druge elektrarne. Za napajanje številnih večjih mest samo z vetrom bi bilo treba zgraditi vetrne elektrarne, večje od samih mest . Običajno jih je treba zgraditi tudi na divjih in podeželskih območjih, kar lahko povzroči "industrializacijo podeželja". Na Škotskem je bilo ugotovljeno, da vetrne elektrarne negativno vplivajo na turizem na območjih, ki so znana po naravnih pokrajinah in panoramskih razgledih. Vendar se lahko zemljišča med turbinami še vedno uporabljajo za kmetijstvo.
Izguba in deljenje habitatov sta največji možni vpliv vetrnih elektrarn na prostoživeče živali . Gradnja vetrnih elektrarn v bližini mokrišč je bila tudi povezana z več močvirnimi plazovi na Irskem, ki so onesnažili bližnje reke. Obstajajo tudi poročila o veliko večjem številu poginov ptic in netopirjev na vetrnih elektrarnah. Ocenjuje se, da je smrtnih primerov ptic zaradi vetrnih turbin veliko manj kot pri drugih strukturah, ki jih je ustvaril človek.

### Vpliv na zdravje ljudi
O hrupu vetrnih elektrarn je bilo opravljenih več znanstvenih, strokovno pregledanih študij, ki so pokazale, da infrazvok vetrnih elektrarn ni nevaren za zdravje ljudi in da ni preverljivih dokazov za "sindrom vetrnih turbin", ki bi povzročal vibroakustično bolezen, čeprav nekateri menijo, da bi bile nadaljnje raziskave še vedno koristne.
V poročilu ameriškega Nacionalnega raziskovalnega sveta iz leta 2007 je navedeno, da hrup, ki ga povzročajo vetrne turbine, na splošno ne predstavlja večjega tveganja za ljudi na razdalji približno 800 metrov. Nizkofrekvenčne vibracije in njihovi učinki na ljudi niso dobro poznani, občutljivost na vibracije, ki jih povzroča hrup vetrnih turbin, pa je med ljudmi zelo različna. O tem obstajajo nasprotna mnenja, zato je treba opraviti več raziskav o učinkih nizkofrekvenčnega hrupa na ljudi.
V poročilu iz leta 2009 o vetrnih elektrarnah na podeželju so kot previdnostni pristop priporočil, da naj bo razdalja med vetrnimi elektrarnami in sosednjimi hišami najmanj dva kilometra (pri čemer se lahko prizadeti sosed temu odpove).
V članku iz leta 2014 je navedeno, da je "sindrom vetrnih turbin" predvsem posledica učinka nocebo (glej placebo) in drugih psiholoških mehanizmov. Avstralska znanstvena revija Cosmos navaja, da morajo zdravniki pred sprejetjem dokončnih sklepov najprej odpraviti znane vzroke, čeprav so simptomi pri obolelih resnični, in opozarja, da nove tehnologije pogosto prinašajo nova, prej neznana zdravstvena tveganja.

### Vpliv na električno omrežje
Nestalna narava vetrne energije lahko povzroči zaplete pri vzdrževanju stabilnega električnega omrežja, kadar vetrne elektrarne zagotavljajo velik odstotek električne energije v posamezni regiji.

### Vpliv na radarske sisteme
Vetrne elektrarne lahko motijo radarske sisteme, ki se uporabljajo v vojski, vremenoslovju in pri nadzoru zračnega prometa. Velike, hitro premikajoče se lopatice turbin lahko na radar vrnejo signale, ki jih je mogoče zamenjati za letalo ali napačno interpretirati vremenski vzorec. Dejanska letala in vremenske vzorce v okolici vetrnih elektrarn je mogoče natančno zaznati, vendar ima starajoča se radarska infrastruktura pri tem težjo nalogo.

### Radijske motnje
Številna poročila navajajo o negativnih učinkih na sprejem radijskih in televizijskih programov v bližini vetrnih elektrarn. Potencialne rešitve vključujejo napovedovanje motenj kot sestavni del izbire lokacije.
Vetrne turbine lahko pogosto povzročajo motnje sprejema brezžičnih televizijskih signalov, kadar je neposredna pot med televizijskim oddajnikom in sprejemnikom ovirana. Odbiti signali od lopatic turbine lahko povzročijo izgubo slike, pikselacijo in motnje zvoka. 

### Kmetijstvo
Študija iz leta 2010 je pokazala, da je v neposredni bližini vetrnih elektrarn podnebje podnevi hladnejše, ponoči pa nekoliko toplejše kot v okolici zaradi turbulence, ki jo povzročajo lopatice .
V drugi študiji je analiza, opravljena na posevkih koruze in soje na osrednjih območjih Združenih držav, ugotovila, da mikroklima, ki jo ustvarjajo vetrne turbine, izboljšuje pridelek, saj preprečuje pozne spomladanske in zgodnje jesenske pozebe, zmanjšuje pa tudi delovanje patogenih gliv, ki rastejo na listih. Tudi na vrhuncu poletne vročine lahko znižanje za 2,5-3 stopinje nad posevki zaradi turbulence, ki jo povzročajo lopatice, pomeni razliko pri pridelavi koruze.